# Walkin' & Talkin'
Walkin' & Talkin' — студійний альбом американського джазового тромбоніста Бенні Гріна, випущений у 1959 році лейблом Blue Note.

## Опис
Усі записи Бенні Гріна на Blue Note сповнені радісного свінгового блюзу і бопу, на яких виділяється його теплий і дружелюбний тон, та гарний настрій. Walkin' & Talkin' став його третім альбомом на лейблі. Тут Грін грає у складі квінтету з тенор-саксофоністом Едді Вільямсом, піаністом Гілдо Мегоунсом, басистом Джорджем Такером і ударником Елом Дрірсом. Мегоунс написав три з шести композицій, свінгову «The Shouter», яка відкриває сет та з латиноамериканськими мотивами «Green Leaves»; Грін є автором заглавного блюзового треку; також гурт виконує два стандарти «This Love of Mine» і «All I Do is Dream of You». Результат став ні чим не гіршим, а ніж два попередні альбоми Гріна на Blue Note.

## Список композицій
1. «The Shouter» (Гілдо Мегоунс)  — 4:01
2. «Green Leaves» (Гілдо Мегоунс) — 4:45
3. «This Love of Mine» (Френк Сінатра, Сол Паркер, Генрі В. Санікола, мол.)  — 6:45
4. «Walkin' and Talkin'» (Бенні Грін)  — 8:57
5. «All I Do Is Dream of You» (Насіо Герб Браун, Артур Фрід)  — 5:33
6. «Hoppin' Johns» (Гілдо Мегоунс)  — 5:26

## Учасники запису
- Бенні Грін — тромбон
- Едді Вільямс — тенор-саксофон
- Гілдо Мегоунс — фортепіано
- Джордж Такер — контрабас
- Ел Дрірс — ударні

Технічний персонал
- Альфред Лайон — продюсер
- Руді Ван Гелдер — інженер
- Френсіс Вульфф — фотографія
- Рід Майлз — дизайн
- Роберт Левін — текст